# حول جمل (السبرة)

تعديل مصدري - تعديل

حول جمل محلة تابعة لقرية رباط الاحزوم، التابعة لعزلة زبيد بمديرية السبرة إحدى مديريات محافظة إب في الجمهورية اليمنية.، بلغ تعداد سكانها 44 حسب تعداد اليمن لعام 2004.